# 香川県道155号牟礼中新線
香川県道155号牟礼中新線（かがわけんどう155ごう むれなかじんせん）は、香川県高松市を通る一般県道である。

## 概要
1969年（高松町交差点以東は1971年）までは本路線が国道11号の本線だったが、高松北バイパスの完成にともない県道に変更された。

### 路線データ
- 起点：香川県高松市牟礼町牟礼（牟礼交差点、国道11号交点）
- 終点：香川県高松市中新町11番1地先（中新町交差点、国道11号交点、国道32号・国道193号・国道492号・香川県道33号高松善通寺線起点、国道30号・国道436号・香川県道43号中徳三谷高松線旧道終点）
- 総延長：7.438 km

## 路線状況

### 名称・愛称
- 観光通り（高松市：多賀橋南交差点 - 中新町交差点）
- 旧国道11号線

### 都市計画道路指定
- 高松市
  - 中新町詰田川線　中新町交差点 - 洲端東（すべりひがし）交差点
  - 詰田川牟礼線　洲端東交差点 - 牟礼交差点

### 重複区間
- 香川県道36号高松牟礼線（高松市牟礼町牟礼 - 高松市高松町・高松市高松町交差点）
- 香川県道150号屋島停車場屋島公園線（高松市高松町）
- 香川県道30号塩江屋島西線（高松市高松町 - 高松市屋島西町）
- 香川県道43号中徳三谷高松線（香川県高松市）花園西交差点 - 中新町交差点

### 道路施設

#### 橋梁
起点から
- 新川橋（新川・香川県高松市）
- 春日川橋（春日川・香川県高松市）
- 詰田川橋（詰田川・香川県高松市）
- 観光橋（御坊川・香川県高松市）

## 地理
観光橋の架け替え時、片側3車線に増やしたが問題点（運送車両による荷物の積み下ろしなどで危険を伴うなど）もあったために2007年（平成19年）1月より片側2車線に減らし、一時的に停車できるスペースを設けるようにした（といっても駐車禁止には変わりない）。同様に観光橋から中新町交差点区間の片側3車線も2車線に減らした。この措置は本路線と一本道である香川県道33号高松善通寺線の香川大学南東交差点（大学通りとの交差点）以東ではすでに行われていた。

### 通過する自治体
- 高松市

### 交差する道路
| 交差する道路 | 交差する場所 | 交差する場所        |
| --- | ------------ | ------------------- |
| 国道11号 | 牟礼町牟礼   | 牟礼交差点 / 起点   |
| 香川県道36号高松牟礼線 重複区間起点                                                                                       | 牟礼町牟礼   |                     |
| 香川県道150号屋島停車場屋島公園線                                                                                         | 高松町       |                     |
| 国道11号 香川県道36号高松牟礼線 重複区間終点                                                                              | 高松町       | 高松市高松町交差点  |
| 香川県道150号屋島停車場屋島公園線 重複区間起点                                                                            | 高松町       |                     |
| 香川県道150号屋島停車場屋島公園線 重複区間終点                                                                            | 高松町       |                     |
| 香川県道30号塩江屋島西線 重複区間起点                                                                                     | 高松町       |                     |
| 香川県道14号屋島公園線 重複 香川県道30号塩江屋島西線 重複区間終点                                                         | 屋島西町     |                     |
| 香川県道10号高松長尾大内線                                                                                                | 春日町       |                     |
| 香川県道43号中徳三谷高松線                                                                                                | 木太町       | 洲端東交差点        |
| 長尾街道 | 上福岡町     | 上福岡町交差点      |
| 高松市道上福岡多肥下町線                                                                                                  |              | 多賀橋南交差点      |
| 高松市道朝日町仏生山線 |              | 花園町交差点        |
| 香川県道43号中徳三谷高松線 重複区間起点                                                                                   | 花園町       |                     |
| 香川県道160号高松港栗林公園線                                                                                             | 藤塚町       |                     |
| フェリー通り | 観光通1丁目  |                     |
| 高松市道丸亀町栗林線 | 中新町       |                     |
| 国道11号 国道30号 国道32号 国道193号 国道436号 国道492号 香川県道33号高松善通寺線 香川県道43号中徳三谷高松線 重複区間終点 | 中新町       | 中新町交差点 / 終点 |

### 交差する鉄道
- 高松琴平電気鉄道長尾線
- 高松琴平電気鉄道琴平線

### 沿線
- 高松市立玉藻中学校
- 高松市立木太北部小学校
- JR四国高徳線
  - 木太町駅 - 屋島駅
- 高松琴平電気鉄道志度線 八栗駅

## ギャラリー

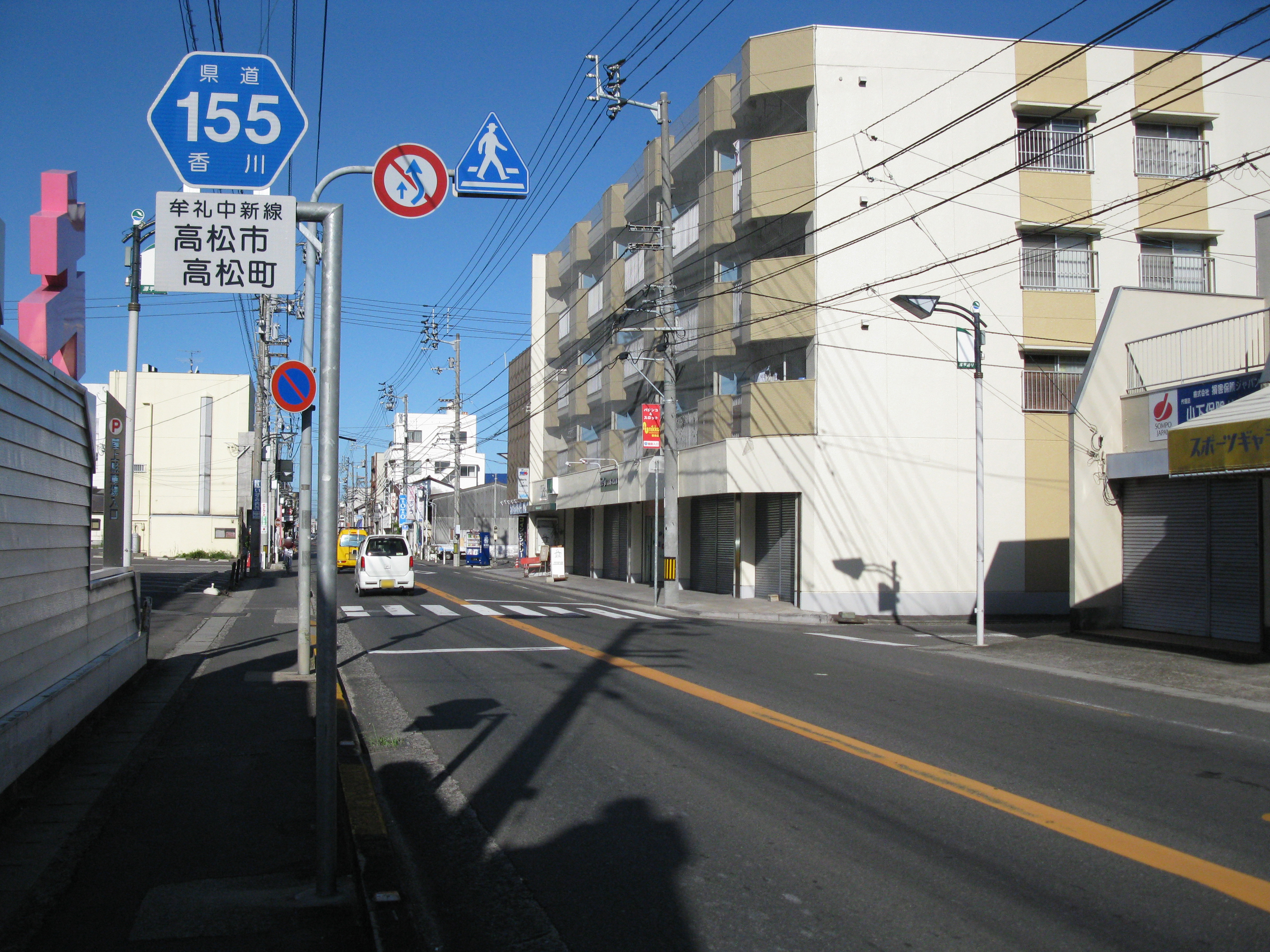
高松市高松町 2010年8月4日